# Coccoloba conduplicata
Coccoloba conduplicata är en slideväxtart som beskrevs av Bassett Maguire. Coccoloba conduplicata ingår i släktet Coccoloba och familjen slideväxter. Inga underarter finns listade i Catalogue of Life.